# Cartwright Valley
Das Cartwright Valley gehört zu den Antarktischen Trockentälern im ostantarktischen Viktorialand. In der Olympus Range liegt das größtenteils eisfreie Tal östlich des Mount Aeolus.
Das Advisory Committee on Antarctic Names benannte es 1998 nach dem US-amerikanischen Keros Cartwright vom Illinois State Geological Survey, der zwischen 1973 und 1976 in drei Kampagnen im Rahmen des Bohrprojekts in den Antarktischen Trockentälern an hydrogeologischen Studien im Victoria Valley, Wright Valley und Taylor Valley beteiligt war.